# Emmeram
Emmeram (auch: Emmeran) ist ein deutscher männlicher Vorname, der als Name des heiligen Emmeram von Regensburg bekannt geworden ist. In der Namengebung hat er selbst im hauptsächlichen Verehrungsgebiet des Heiligen, dem Bistum Regensburg, nie eine größere Rolle gespielt. In der Neuzeit kommt er fast ausschließlich als Ordensname im Benediktinerorden vor.

## Herkunft und Bedeutung
Die ältest greifbare Namensform liegt vor in der einzigen historischen Quelle über den heiligen Emmeram, der Vita vel passio Sancti Haimhrammi episcopi et martyris Ratisbonensis, latinisiert Haimhrammus aus althochdeutsch Haimhramn, einem zweigliedrigen Namen, dessen erster Bestandteil ahd. haim (heim) ist, neuhochdeutsch „Heim, Haus“, der zweite ahd. hraban, schon ahd. auch zusammengezogen hramn, nhd. „Rabe“; als Namensglied ist hramn noch erhalten in Namen wie Guntram oder Ingram.
Die Entwicklung von „Haimhramn“ zu „Emmeram“ ist, soweit erkennbar, noch nicht hinreichend erklärt. Fürs frühe 11. Jahrhundert ist noch die ursprüngliche Namensform bezeugt (so etwa haimrammus im Verbrüderungsbuch von St. Peter in Salzburg), kurz nach Mitte des 12. Jahrhunderts scheint dagegen die Variante „Emmeram“ festzustehen (so um 1157/58 in den Gesta Friderici imperatoris – „Taten Kaiser Friedrichs“ – Ottos von Freising).
Innerhalb der deutschen Sprache ist der Wandel oder Wechsel von „Haimhramn“ zu „Emmeram“ lautgesetzlich nicht sinnvoll erklärbar. Nahe liegt, romanischen Einfluss zu vermuten, der sowohl das Verstummen des anlautenden H- als auch die Einfügung des auslautenden -e des ersten Namensteils als Sprechhilfe plausibel machte. Freilich wäre solcher romanische Einfluss auf den ersten Blick mitten im bairischen Sprachraum doch sehr überraschend. Andererseits hat gerade die Zeit vom letzten Drittel des 11. bis zum ersten Drittel des 12. Jahrhunderts, während der dieser Wechsel erfolgt sein müsste, nämlich die Zeit des Investiturstreits, durch die wechselseitige päpstlich-kaiserliche Polemik und die damit verbundene umfangreiche Publizistik bekanntermaßen auch romanische (lateinisch-altitalienische) Begrifflichkeit über die Alpen in den ostfränkischen (seit eben damals immer öfter auch „deutsch“ genannten) Reichsteil gebracht. Vielleicht ist der Namenswandel zu „Emmeram“ in diesem Zusammenhange zu sehen, was aber hypothetisch bleibt und eingehenderer Quellenstudien bedarf.

## Namenstag
- 22. September

## Namensträger
- Heiliger Emmeram von Regensburg, Bischof und Märtyrer
- Pater Emmeram, mit bürgerlichem Namen Max Emanuel von Thurn und Taxis (1902–1994), deutscher Adliger und Benediktiner
- Emmeram Geser (1938–2021), deutscher römisch-katholischer Ordenspriester, Abt der Benediktinerabtei Metten
- Emmeram Gilg (1887–1973), deutscher Benediktiner, von 1923 bis 1968 Abt der Benediktinerabtei Weltenburg
- Emmeram Kränkl (* 1942), von 1987 bis 2006 Abt der Benediktinerabtei St. Stephan in Augsburg
- Emmeram H. Ritter (1927–2021), deutscher römisch-katholischer Theologe
- Heimeran Schenk Graf von Stauffenberg (1936–2020), Unternehmer, Sohn des Hitler-Attentäters Stauffenberg